# Бруттій

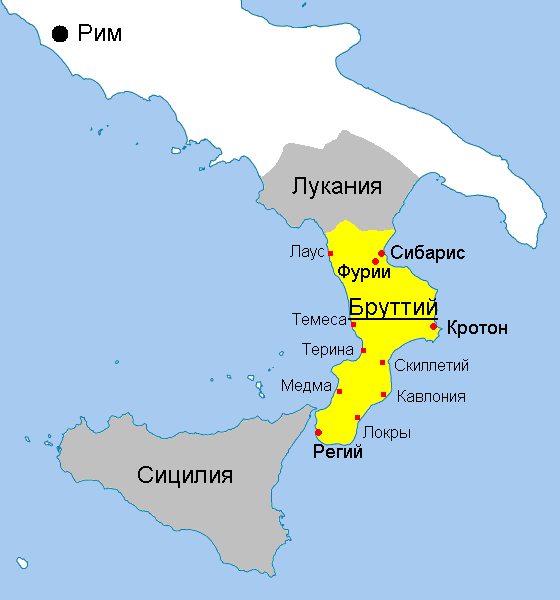
Бруттій

Бруттій (лат. Bruttium, грец. Βρεττίους) — старовинна назва історичної області в південній частині  Італії на території сучасної італійської області Калабрії. Межував на півночі з  Луканією.
Область була заселена італійським плем'ям  бруттіїв — відгалуженням племені луканів. Внутрішня частина Бруттію була гористою і слаборозвиненою, у той час як грецькі торговельні міста вели активну і прибуткову посередницьку торгівлю і процвітали.Також на території регіону знаходилися виведені під час Великої колонізації грецькі колонії (включаючи відомі Сібаріс та Кротон). Однак греки ніколи не розселялися вглиб Бруттію, а Бруттій, відповідно, не будував своїх міст на узбережжі, хоча іноді бруттії воювали з грецькими містами, подібно самнітам, та в союзі з ними у 3 ст. до н. е. завоювали декілька грецьких міст.
Як союзники Пірра Епірського були переможені римлянами. Під час Другої Пунічної війни виступили на стороні Карфагена та після його поразки остаточно потрапили у залежність від римлян.